# Kanton Grand-Champ
Grand-Champ is een kanton van het Franse departement Morbihan. Het kanton maakt deel uit van de arrondissementen Vannes (6) en Pontivy (11).

## Gemeenten
Het kanton Grand-Champ omvatte tot 2014 de volgende 8 gemeenten:
- Brandivy
- Colpo
- Grand-Champ (hoofdplaats)
- Locmaria-Grand-Champ
- Locqueltas
- Meucon
- Plaudren
- Plescop

Na de herindeling van de kantons door het decreet van 21 februari 2014, met uitwerking op 22 maart 2015 omvatte het kanton 19 gemeenten.
Op 1 januari 2016 werden de gemeenten Moustoir-Remungol, Naizin en Remungol samengevoegd tot de fusiegemeente (commune nouvelle) Évellys.
Sindsdien omvat het kanton volgende 17 gemeenten:
- Brandivy
- Bréhan
- La Chapelle-Neuve
- Colpo
- Crédin
- Évellys
- Grand-Champ
- Locmaria-Grand-Champ
- Locminé
- Locqueltas
- Moustoir-Ac
- Plaudren
- Pleugriffet
- Plumelin
- Radenac
- Réguiny
- Rohan